# Achada Fazenda
Achada Fazenda est une localité de l'île de Santiago au Cap-Vert.

## Description
Achada Fazenda est située près de la côte orientale de l'île, à 2 km au sud-est de Pedra Badejo, près de l'estuaire de la Ribeira Seca (Lagoas de Pedra Badejo).
Achada Fazenda est reliée à João Teves par la route EN1-ST03.

## Population
Au recensement de 2010, la localité comptait 2 592 habitants.